# Jacob Niclas Ahlström
Jacob Niclas Ahlström (né le 5 juin 1805 à Visby, Gotland et décédé le 14 mai 1857 à Stockholm) est un compositeur et maître de chapelle suédois.

## Biographie
Il entame ses études à l'Université d'Uppsala en 1824 mais doit les interrompre par manque d'argent et rejoint une troupe de théâtre itinérante. De 1832 à 1842, il est organiste et enseigne la musique à Västerås puis devient maître de chapelle à la cour de Suède, poste qu'il occupera jusqu'à sa mort. En 1845, il donne un concert à Berlin, où il joue des danses et mélodies populaires suédoises.

## Œuvres
Parmi les compositions d'Ahlström, on peut citer deux opéras sur un livret de Frans Hedberg, des musiques de scène (Agne, Positivhalaren, Ringaren i Notre Dame, et  Hinko och Urdur), une symphonie vocale, des pièces de musique de chambre et des lieder. Conjointement avec Per Conrad Boman, il publie Svenska folksånger, folkdanser och folklekar, le plus connu des recueils de musiques populaires suédoises du XIXe siècle. En 1852, il publie également Musikalisk fickordbok (« Livre de musique de poche »), qui sera plusieurs fois réédité.